# Erdenetsagaan (Sükhbaatar)
Le sum de Erdenetsagaan (mongol : ᠡᠷᠳᠡᠨᠡᠴᠭᠠᠨ
ᠰᠤᠮᠤ, cyrillique : Эрдэнэцагаан сум, MNS : Erdenetsagaan sum) est situé dans l'aïmag (ligue) de Sükhbaatar, en Mongolie. Sa population était de 6 439 habitants en 2009.